# Mileva Ukmar
Mileva Ukmar, rojena Boltar, slovenska gledališka igralka, * 8. oktober 1906, Trst, † 27. april 1971, Arlesheim, Švica.

## Življenje in delo
Mileva Boltar rojena v družini železniškega uslužbenca je osnovno šolo  v letih 1912–1917 obiskovala v Trstu in Splitu, gimnazijo 1917–1925 v Splitu, Ljubljani in Zagrebu, tu je od 1925–1928 poslušala predavanja na slavističnem oddelku filozofske fakultete in hkrati študirala igralstvo na Državni glumački školi (učitelj ji je  mdr. bil tudi H. Nučič), 1929 je opravila zaključni izpit. Januarja 1930 je bila sprejeta v ansambel Drame SNG v Ljubljani in ostala njegova članica do upokojitve avgusta 1960. Umrla je na zdravljenju v Arlesheimu, pokopana je v Ljubljani. 
S svojo osebnostjo, zvonkim glasom in lepo dikcijo se je uveljavila predvsem v klasičnem repertoarju. Pod režijskim vodstvom C. Debevca je odigrala vrsto likov domače in tuje dramatike.